# Dywizja nr 1 (Nowa Fundlandia i Labrador)
Dywizja nr 1 (ang. Division no. 1) to obwód spisowy obejmujący cały półwysep Avalon, w tym przesmyk Avalon łączący półwysep z pozostałą częścią wyspy Nowa Fundlandia, wchodzącej w skład kanadyjskiej prowincji Nowa Fundlandia i Labrador. Podobnie jak w przypadku pozostałych obwodów spisowych prowincji, jednak w przeciwieństwie do większości obwodów innych prowincji Kanady, dywizja pełni wyłącznie funkcje kluczowe dla celów statystycznych i nie jest podmiotem politycznym.
Obszar ten ma największą populację w prowincji, która w 2021 roku wyniosła 271 878 mieszkańców - 0,6% więcej niż w 2016 roku (270 348). Całkowita powierzchnia lądowa wynosi 9220,61 km². Wybrzeże półwyspu Avalon charakteryzuje się czterema głównymi zatokami i szeregiem mniejszych zatok. Cztery główne zatoki to Trinity Bay, Conception Bay, St. Mary's Bay i Placentia Bay, która jest największą zatoką półwyspu.
W granicach dywizji znajduje się stolica prowincji St. John's oraz drugie co do wielkości miasto typu city prowincji, Mount Pearl. Większość miast i wiosek znajduje się wzdłuż wybrzeża, przy większości z czterech głównych zatok.

## Miasta

### Miasta typucity
- Mount Pearl
- St. John’s

### Miasta typutown
- Admirals Beach
- Aquaforte
- Arnold's Cove
- Avondale
- Bauline
- Bay Bulls
- Bay Roberts
- Bay de Verde
- Bishop's Cove
- Branch
- Brigus
- Bryant's Cove
- Cape Broyle
- Carbonear
- Chance Cove
- Chapel Arm
- Chapel Arm
- Colinet
- Colliers
- Come By Chance
- Conception Bay South
- Conception Harbour
- Cupids
- Fermeuse
- Ferryland
- Flatrock
- Fox Harbour
- Gaskiers-Point La Haye
- Hant's Harbour
- Harbour Grace
- Harbour Main-Chapel's Cove-Lakeview
- Heart's Content
- Heart's Delight-Islington
- Heart's Desire
- Holyrood
- Logy Bay-Middle Cove-Outer Cove
- Long Harbour-Mount Arlington Heights
- Mount Carmel-Mitchells Brook-St. Catherines
- New Perlican
- Norman's Cove-Long Cove
- North River
- Old Perlican
- Paradise
- Petty Harbour–Maddox Cove
- Placentia
- Point Lance
- Port Kirwan
- Portugal Cove South
- Portugal Cove–St. Philip's
- Pouch Cove
- Renews-Cappahayden
- Riverhead
- Salmon Cove
- Small Point-Adam's Cove-Blackhead-Broad Cove
- South River
- Southern Harbour
- Spaniard's Bay
- St. Bride's
- St. Joseph's
- St. Mary's
- St. Shott’s
- St. Vincent's-St. Stephen's-Peter's River
- Sunnyside
- Torbay
- Trepassey
- Upper Island Cove
- Victoria
- Wabana
- Whitbourne
- Whiteway
- Winterton
- Witless Bay

### Pozostałe miejscowości
- Dildo

### Poddywizje
- Poddywizja A
- Poddywizja B
- Poddywizja C
- Poddywizja D
- Poddywizja E
- Poddywizja F
- Poddywizja G
- Poddywizja H
- Poddywizja I
- Poddywizja J
- Poddywizja K
- Poddywizja L
- Poddywizja M
- Poddywizja N
- Poddywizja O
- Poddywizja R
- Poddywizja U
- Poddywizja V
- Poddywizja W
- Poddywizja X
- Poddywizja Y

## Demografia
| Dane historyczne | Dane historyczne | Dane historyczne |
| Rok              | Ludność          | Zm., %           |
| ---------------- | ---------------- | ---------------- |
| 2006             | 248 418          | –                |
| 2011             | 262 410          | 5,6%             |
| 2016             | 270 348          | 3%               |
| 2021             | 271 878          | 0,6%             |
|                  |                  |                  |

W spisie ludności z 2021 r. przeprowadzonym przez Statistics Canada, dywizja nr 1 liczyła 271 878 mieszkańców w 117 178 ze 135 137 mieszkań prywatnych, co stanowi zmianę 0,6% z 270,348 osób w 2016 roku. Przy powierzchni 9104,58 km², gęstość zaludnienia wynosiła ok. 29,9 osób/km².
| Etniczne pochodzenie                             | Procent populacji |
| ------------------------------------------------ | ----------------- |
| kanadyjskie                                      | 51,8%             |
| angielskie                                       | 38,0%             |
| irlandzkie                                       | 28,4%             |
| szkockie                                         | 7,6%              |
| francuskie                                       | 4,2%              |
| Rdzenni Amerykanie                               | 3,5%              |
| niemieckie                                       | 2,1%              |
| brytyjskie, nieuwzględnione w innych kategoriach | 1,5%              |
| walijskie                                        | 1,2%              |
| Nowofundlandczycy                                | 1,0%              |
| Metysi kanadyjscy                                | 0,8%              |